# Nematus semipunctatus
Nematus semipunctatus är en stekelart som först beskrevs av Lindqvist 1957.  Nematus semipunctatus ingår i släktet Nematus, och familjen bladsteklar. Arten är reproducerande i Sverige.